# Grado de libertad (ingeniería)

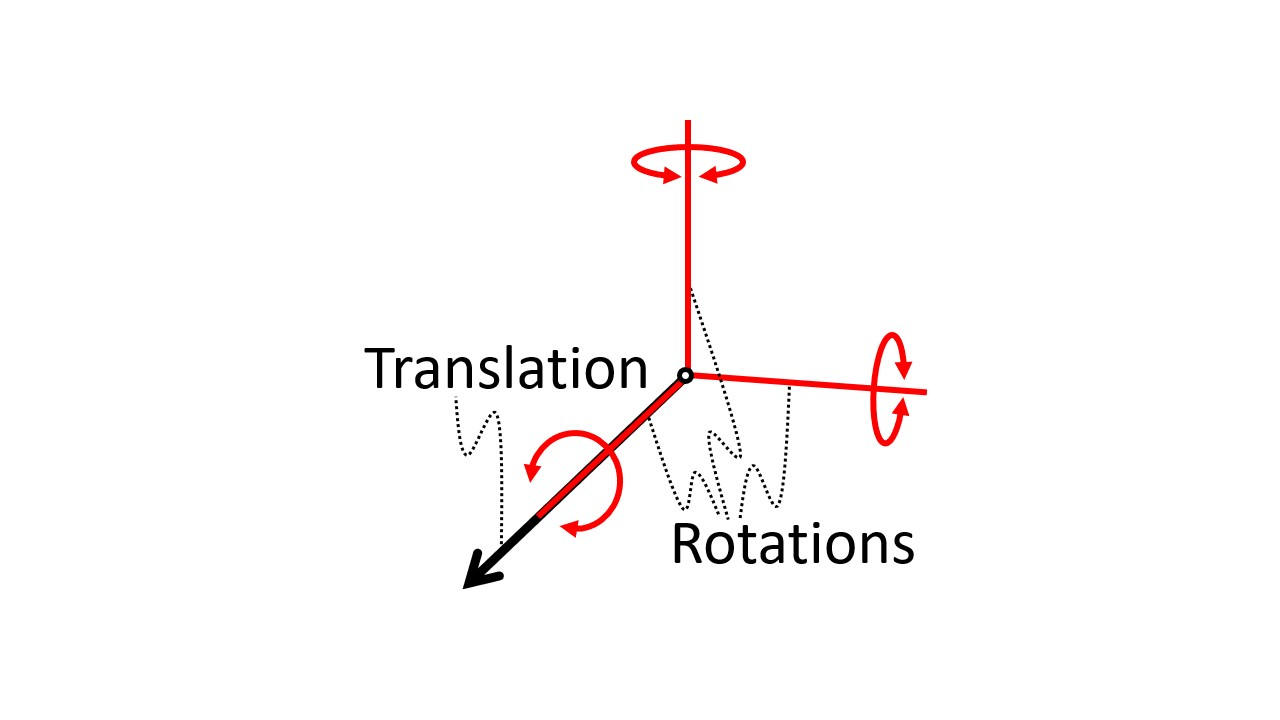
Conjunto de cuatro grados de libertad.

El número de grados de libertad en ingeniería se refiere al número mínimo de parámetros que necesitamos especificar para determinar completamente la velocidad de un mecanismo o el número de reacciones de una estructura.

## Grados de libertad en mecanismos
Un cuerpo aislado puede desplazarse libremente en un movimiento que se puede descomponer en 3 rotaciones y 3 traslaciones geométricas independientes (traslaciones y rotaciones respecto de ejes fijos en las 3 direcciones de una base referida a nuestro espacio de tres dimensiones).
Para un cuerpo unido mecánicamente a otros cuerpos (mediante pares cinemáticos), algunos de estos movimientos elementales desaparecen. Se conocen como grados de libertad los movimientos independientes que permanecen.

### Definición
Más concretamente. los grados de libertad son el número mínimo de velocidades generalizadas independientes necesarias para definir el estado cinemático de un mecanismo o sistema mecánico. El número de grados de libertad coincide con el número de ecuaciones necesarias para describir el movimiento. En caso de ser un sistema holónomo, coinciden los grados de libertad con las coordenadas independientes.
En mecánica clásica y lagrangiana, la dimensión d del espacio de configuración es igual a dos veces el número de grados de libertad GL, d = 2·GL.

### Grados de libertad en mecanismos planos
Para un mecanismo plano cuyo movimiento tiene lugar solo en dos dimensiones, el número de grados de libertad del mismo se pueden calcular mediante el criterio de Grübler-Kutzbach:

{\displaystyle m=3\left(n-1\right)-2j_{1}-j_{2}}

donde:
{\displaystyle m,}, movilidad.
{\displaystyle n\,}, número de elementos (eslabones, barras, piezas, etc.) de un mecanismo.
{\displaystyle j_{1}\,}, número de uniones de 1 grado de libertad.
{\displaystyle j_{2}\,}, número de uniones de 2 grados de libertad.
Importante: esta fórmula es válida solo en el caso de que no existan enlaces redundantes, es decir enlaces que aparecen físicamente en el mecanismo pero no son necesarios para el movimiento de este. Para poder emplear el criterio, debemos eliminar los enlaces redundantes y calcular entonces los grados de libertad del mecanismo.
Todas las partes fijas (uniones al suelo) se engloban como el primer elemento. Aunque el grado de libertad de algunas uniones es fácil de visualizar, en otras ocasiones se pueden cambiar por sistemas equivalentes.

## Grados de libertad en estructuras
Podemos extender la definición de grados de libertad a sistemas mecánicos que no tienen capacidad de moverse, llamados estructuras fijas.
En el caso particular de estructuras de barras en d dimensiones, si n es el número de barras y existen m restricciones (uniones entre barras o apoyos) que eliminan cada una ri grados de libertad de movimiento; definimos el número de grados de libertad aparentes como:
{\displaystyle \mathrm {GL} =\left[d+{\begin{pmatrix}d\\2\end{pmatrix}}\right](n-1)-\sum _{i=1}r_{i}}
GL: Grados de libertad del mecanismo.
n: Número de elementos de barras de la estructura.
ri: Número de grados de libertad eliminados por la restricción {\displaystyle i\in {1,..,m}}.
En función de la anterior suma algebraica podemos hacer una clasificación de los sistemas mecánicos formados a base de barras:
- Mecanismos, cuando GL > 0.
- Estructuras isostáticas, cuando GL = 0.
- Estructuras hiperestáticas, cuando GL < 0.